# Das befreite Jerusalem (Epos)

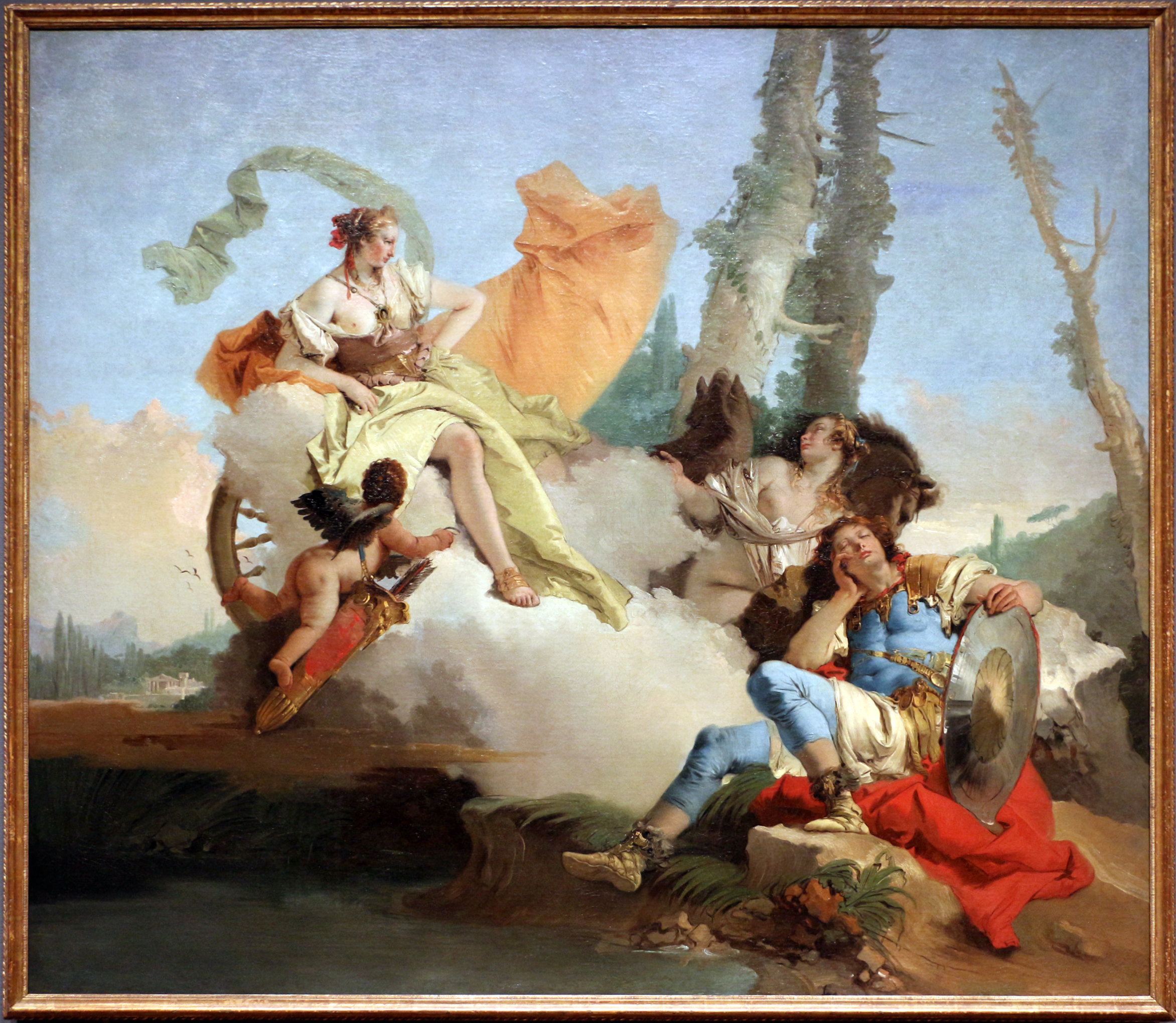
Giovanni Battista Tiepolo: Armida findet den schlafenden Rinaldo, 1742–45, Art Institute, Chicago

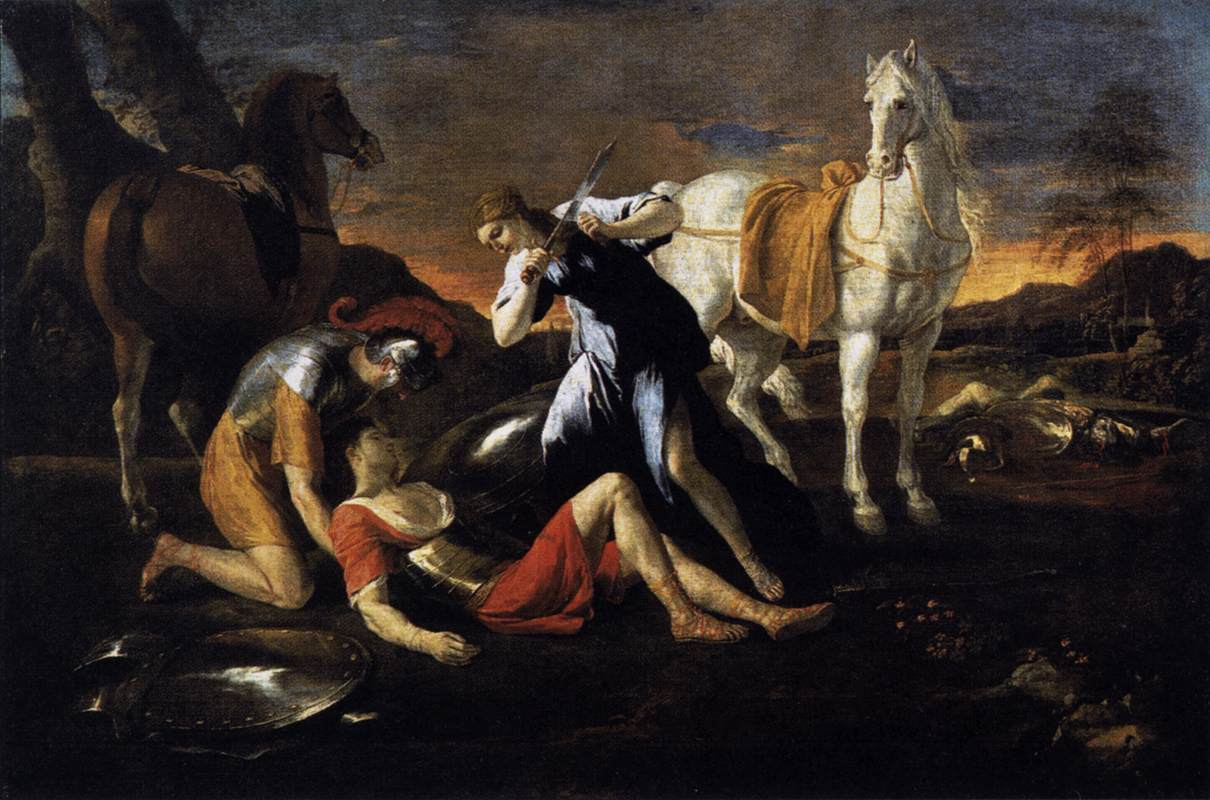
Tancred und Erminia, von Nicolas Poussin (Eremitage), 1630er Jahre

Das befreite Jerusalem (ital.: La Gerusalemme liberata) ist ein Epos von Torquato Tasso in Versform mit Endreim, bestehend aus 20 Liedern („Canto“ primo bis ventesimo) mit je ca. 75–144 8-zeiligen Strophen, die aus Stanzen (3 Kreuzreime und ein abschließender Paarreim) bestehen.

## Entstehung des Werkes
Tasso arbeitete über 15 Jahre an seinem Hauptwerk, das er im April 1574 vollendete. Er las es im folgenden Sommer dem Herzog Alfonso II. d’Este und den Prinzessinnen vor. Die angenehmste Zeit seines Lebens war vorüber, seine besten Werke bereits geschrieben; auf einmal sah er sich mit unvermuteten Problemen konfrontiert. Anstatt seinem Instinkt zu vertrauen und das Werk zu veröffentlichen, fühlte er sich unsicher.
Er sandte Manuskripte des Gerusalemme verschiedenen Größen seiner Zeit zu – Schriftstellern, Theologen, Philosophen –, um deren Meinungen einzuholen. Er bat sie, ihre Kritik zu äußern, und wollte ihre Vorschläge, soweit sie sich mit seinen Vorstellungen deckten, in sein Werk aufnehmen. Im Mai begab sich Tasso nach Padua und Vicenza und bat den großen Gelehrten Gian Vincenzo Pinelli das Werk zu prüfen. Im September 1575 begab er sich nach Rom, wo er sein Werk Scipio Gonzago, Flaminio de’ Nobili, Silvio Antoniano, Pier Angelis Bargeo, Sperone Speroni, sowie in Florenz dem bekannten Schriftsteller Vincenzo Borghini unterbreitete.

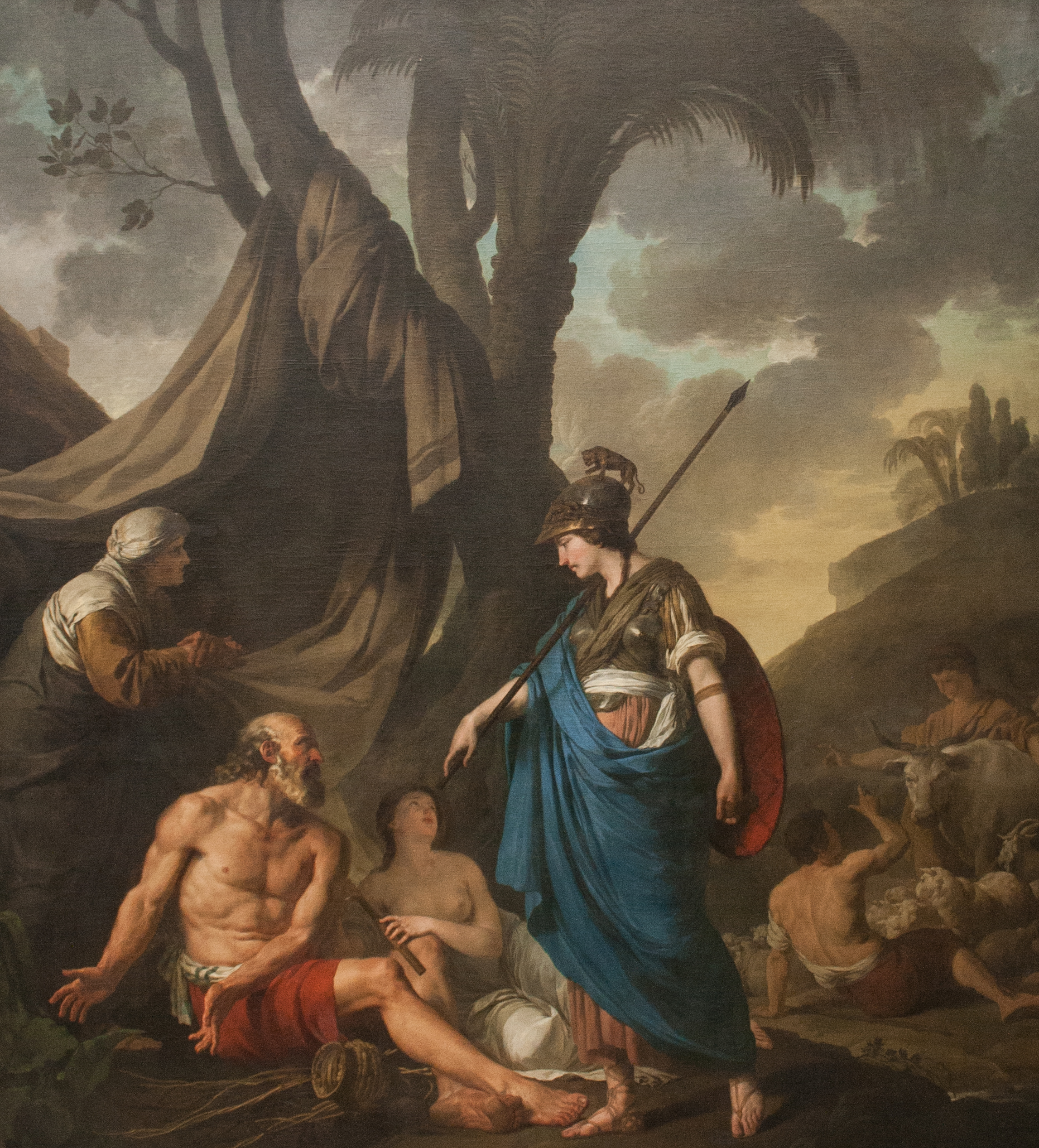
Erminia und die Schafhirten (Detail) von Joseph-Benoît Suvée, 1776, Musée des Beaux-Arts, Ghent

Das Ergebnis: Jeder dieser aufrichtigen Freunde lobte das Werk zwar im Allgemeinen, wollte aber an Einzelheiten feilen: an der Handlung, am Titel, an einzelnen Episoden, an der Wortwahl oder am moralischen Grundton. Einer wünschte es sich regelmäßiger, klassischer, ein anderer wollte einen eher romantischen Ton; ein Freund merkte an, die Inquisition würde die übernatürlichen Teile des Werkes nicht tolerieren, ein weiterer wünschte den Ausbau der verzaubertsten Passagen, der Liebesgeschichten von Armida, Clorinda und Erminia. So musste sich Tasso gegen all diese Einwürfe wehren. Die Zeit hat gezeigt, dass Tassos selbstgewählte Kritiker nicht geeignet waren, das Werk richtig einzuschätzen. Sie meinten, die von Tasso gewählte epische Form würde nicht zum romantischen Inhalt des Gedichtes passen. So rieten sie Tasso nicht das einzig Richtige, die Veröffentlichung des Werkes, sondern eine Überarbeitung.
Tasso, von seinen Studien, dem anstrengenden Leben am Hofe und seiner Arbeit als Literat auch so schon übermäßig gefordert, verkraftete diese zusätzliche Anstrengung nicht mehr. Seine Gesundheit begann zu leiden: Er klagte über Kopfschmerzen, litt an malaria-ähnlichen Fieberschauern und wünschte, Ferrara zu verlassen. So begann er Verhandlungen mit dem Hof von Florenz zu führen, was den Herzog von Ferrara, der nichts so sehr hasste, wie wenn ihn ein Höfling wegen eines rivalisierenden Herzogs verließ, verärgerte. Er argwöhnte, wenn er Tasso gehen ließe, würde das Gerusalemme Tassos neuen Herren, den Medici, gewidmet werden, und verweigerte demzufolge Tasso die Erlaubnis, den Hof zu verlassen.

## Inhalt des Werkes

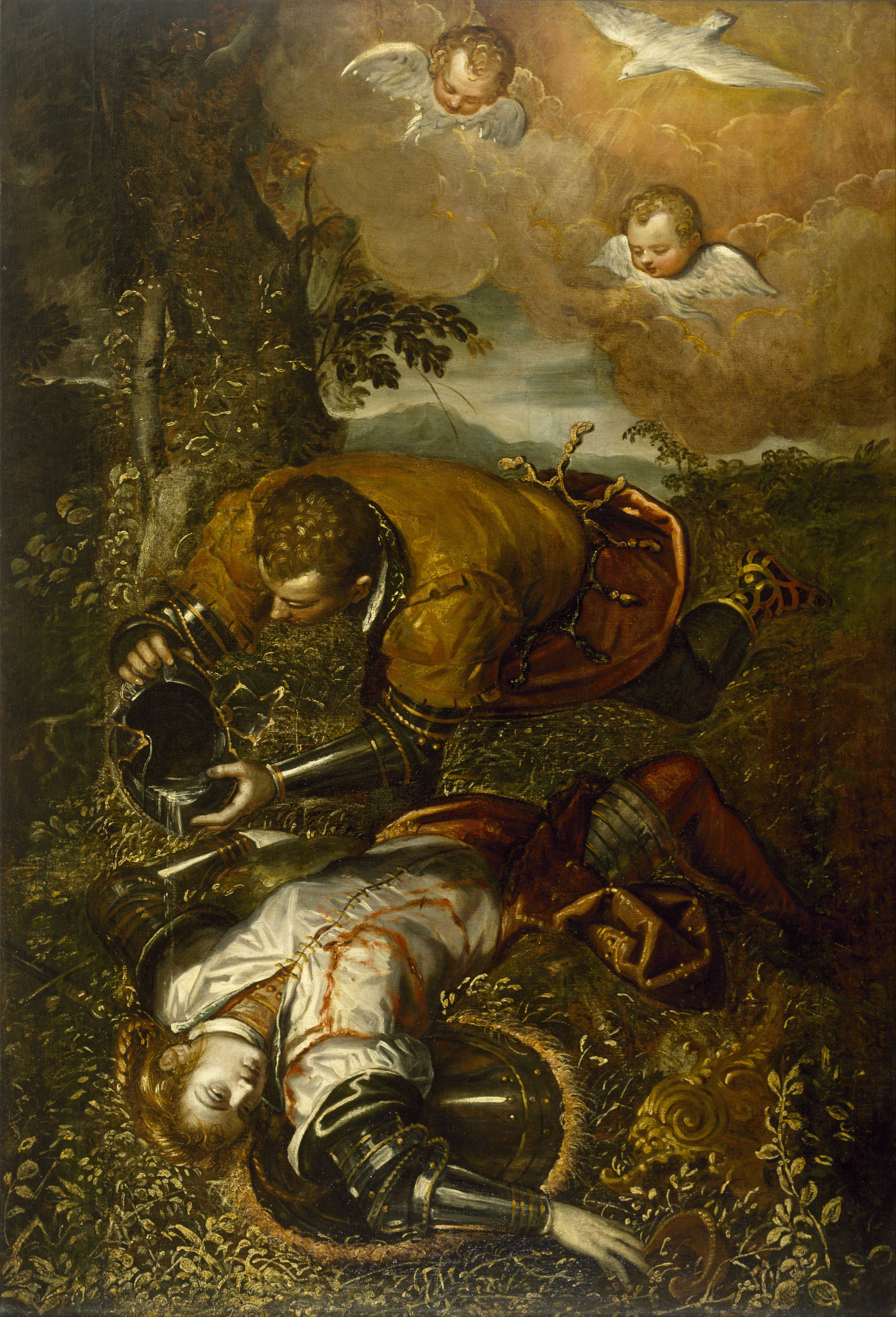
Tankred tauft die sterbende Clorinda von Domenico Tintoretto, Ende 16. Jhdt.

Das Werk beschreibt die anfängliche Uneinigkeit und die Rückschläge der Christen bei der Eroberung Jerusalems und ihren schließlichen Erfolg.
Am Anfang des Werkes klagt sich Sofronia, eine christliche Jungfrau aus Jerusalem, selbst eines Verbrechens vor dem moslemischen Herrscher Jerusalems an, um dadurch ein allgemeines Massaker an der christlichen Minderheit in Jerusalem zu verhindern. Ihr Geliebter Olindo versucht sie zu retten, und bezichtigt sich daher ebenfalls eines Verbrechens vor dem islamischen Herrscher.
Clorinda, eine jungfräuliche Kriegerin, schließt sich in Jerusalem den Moslems an.
Der christliche König Tankred verliebt sich in sie. Während einer nächtlichen Schlacht, in der Clorinda einen christlichen Belagerungsturm in Brand setzt, wird sie versehentlich von Tankred getötet. Bevor sie stirbt, konvertiert sie zum Christentum und wird von Tankred getauft. (Der Charakter der Clorinda ist durch Vergils Figur Camilla und durch Ariosts Bradamante aus Orlando furioso inspiriert.) Die Umstände von Clorindas Geburt, die als Albina von äthiopischen Eltern geboren wurde, sind Motiven aus dem Roman Aithiopika von Heliodorus von Emesa nachgebildet.

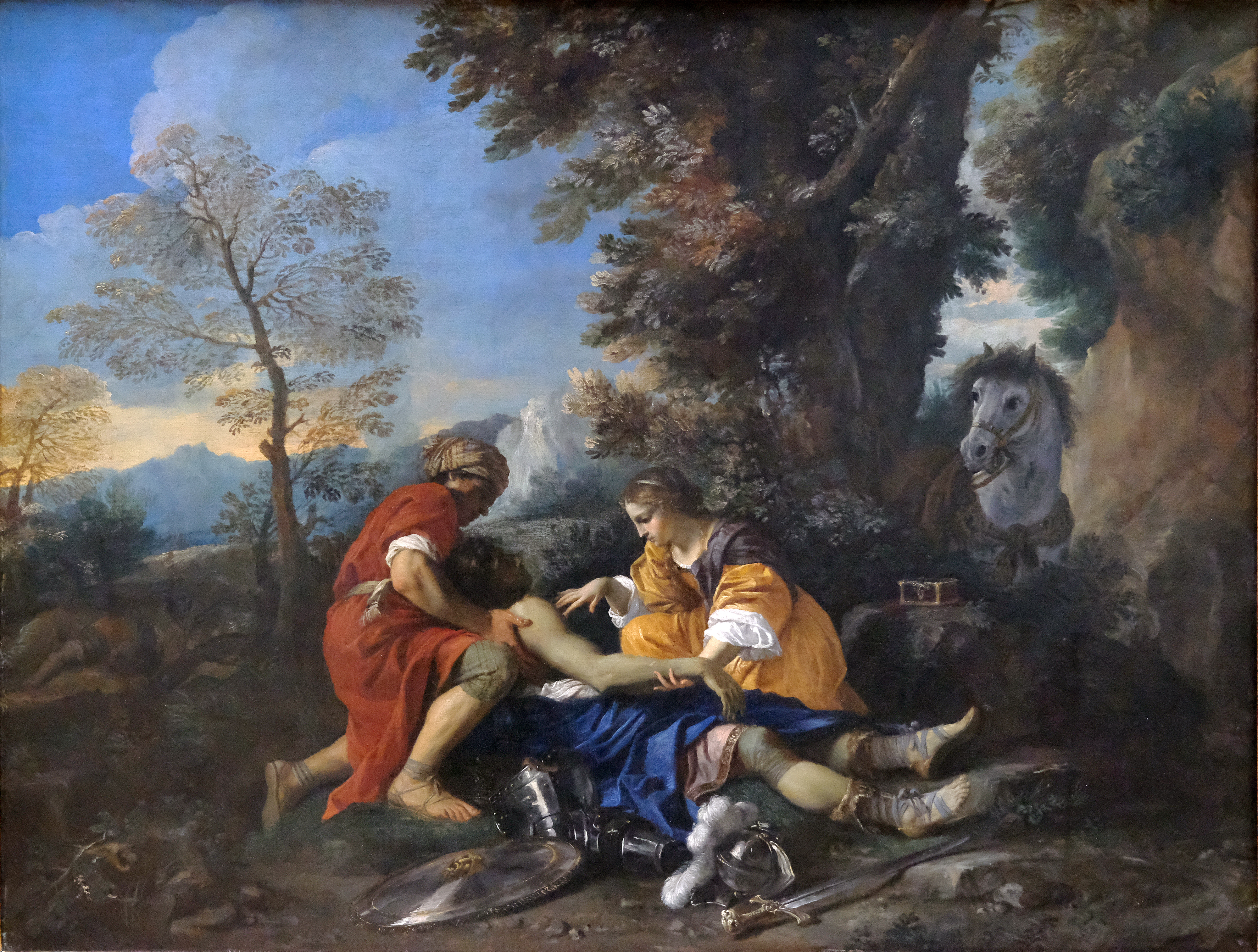
Pier Francesco Mola: Tancred wird von Erminia und Vafrino wiederbelebt, um 1650, Louvre, Paris

Erminia (in deutschen Übersetzungen oft „Hermine“), eine Jungfrau aus Antiochia, verliebt sich in Tankred und fleht die Bevölkerung Jerusalems an, ihm zu helfen. Doch als sie feststellt, dass Tankred Clorinda liebt, wird sie eifersüchtig. Eines Nachts stiehlt sie die Rüstung von Clorinda und verlässt Jerusalem, um Tankred zu suchen. Aber sie wird von christlichen Soldaten, die sie mit Clorinda verwechseln, angegriffen, und so flieht sie in einen nahegelegenen Wald. Dort wird sie von einer Schafhirtenfamilie umsorgt. Im weiteren Verlauf des Werkes tritt sie in Begleitung von Anhängerinnen der Zauberin Armida auf, schließlich aber verlässt sie die moslemische Bevölkerung und wechselt zur christlichen Seite. Als Tankred im Kampf schwer verwundet wird, heilt sie ihn.
Da erscheint die sarazenische Zauberin Armida (Homers Zauberin Circe und der Zauberin Alcina in Ariosts Orlando furioso nachempfunden) im Lager der Christen und fragt nach deren Ziel; ihre Reden führen zu einem Streit unter den christlichen Rittern. Ein Teil der Ritter verlässt das Lager mit ihr und wird kurz darauf von der Zauberin in Tiere verwandelt. Armida versucht danach den berühmten christlichen Kreuzritter Rinaldo zu töten (sein Name erscheint auch in Ariostos Orlando furioso); aber sie verliebt sich in ihn und nimmt ihn mit auf eine magische Insel. Zwei christliche Ritter suchen Rinaldo und entdecken die magische Festung der Zauberin. Es gelingt ihnen zu Rinaldo vorzudringen und sie geben ihm einen Spiegel aus Diamanten. Als Rinaldo in den Spiegel schaut, erkennt er die um ihn verzauberte Welt und verlässt die Zauberinsel, um vor Jerusalem weiter zu kämpfen. Armida bleibt mit gebrochenem Herzen zurück. Sie versucht Selbstmord zu begehen, aber rechtzeitig findet Rinaldo sie und verhindert dies. Er überredet sie, zum Christentum überzutreten.

## Rezeption des Werkes
Das Werk war sehr erfolgreich in Europa innerhalb der folgenden zwei Jahrhunderte. Verschiedene Kritiker hingegen verurteilten das Werk aufgrund seiner magischen Extravaganzen und dem konfusen erzählenden Inhaltsverlauf des Werkes.

## Werke, die auf dem Epos beruhen

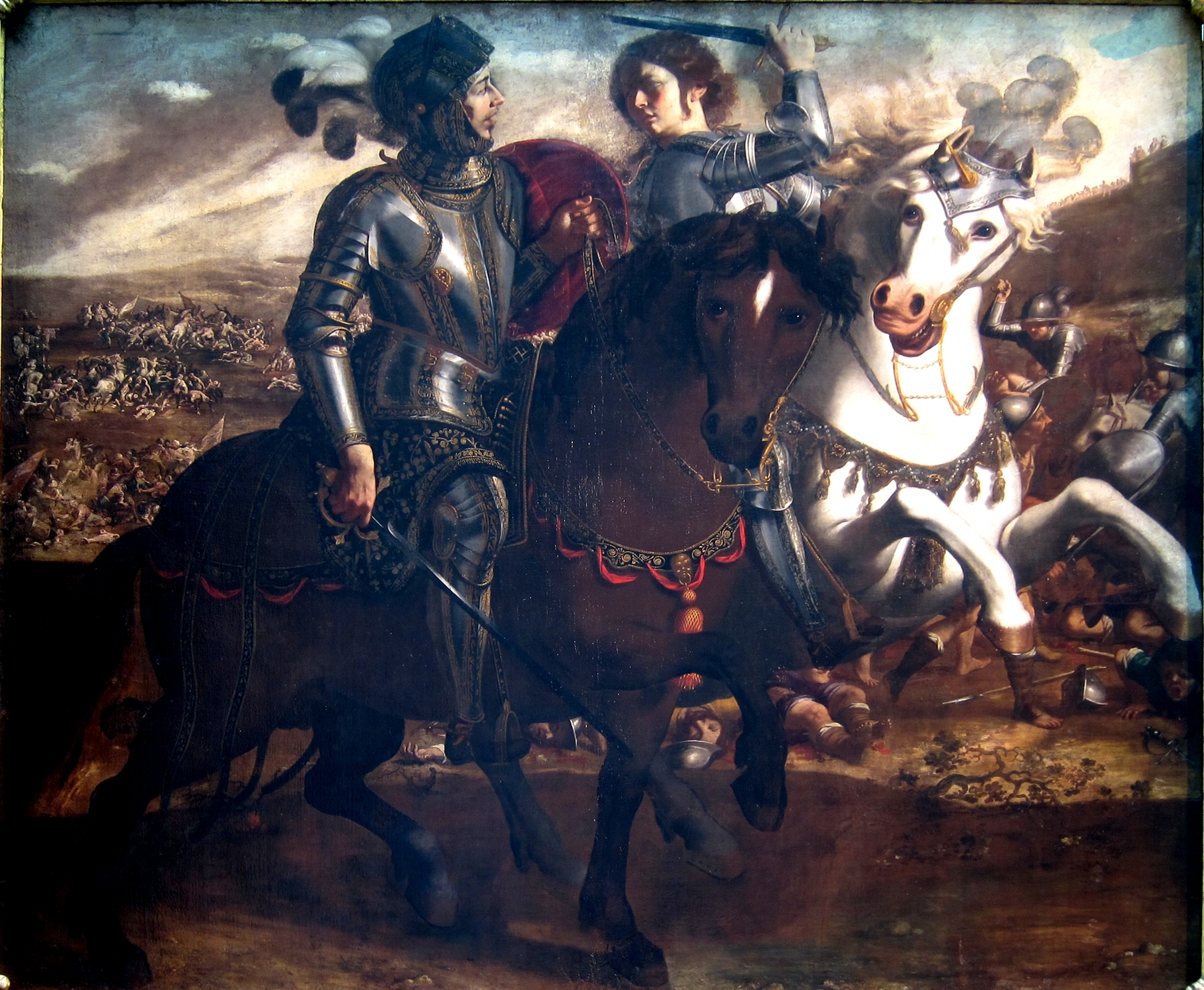
Paolo Finoglia: Tancredi und Clorinda, aus dem 10-teiligen Zyklus zu Gerusalemme Liberata, ca. 1634–43, Castello di Conversano

### Musik (Auswahl)
- Giaches de Wert, La Gerusalemme liberata. Madrigale (um 1595)
- Pierre Guedron, Ballet de la Delivrance de Renaud (Paris, 1617)
- Claudio Monteverdi, Il combattimento di Tancredi e Clorinda (1624), gedruckt im achten Madrigalbuch (1638)
- Biagio Marini, Le lagrime d’Erminia (Parma, nach 1620)
- Girolamo Giacobbi, Il Tancredi (Bologna, vor 1629)
- Michelangelo Rossi, Erminia sul Giordano (Rom, 1633)
- Benedetto Ferrari, Armida (Venedig, 1639). Musik verloren
- Marco Marazzoli, Armida (Ferrara, 1641)

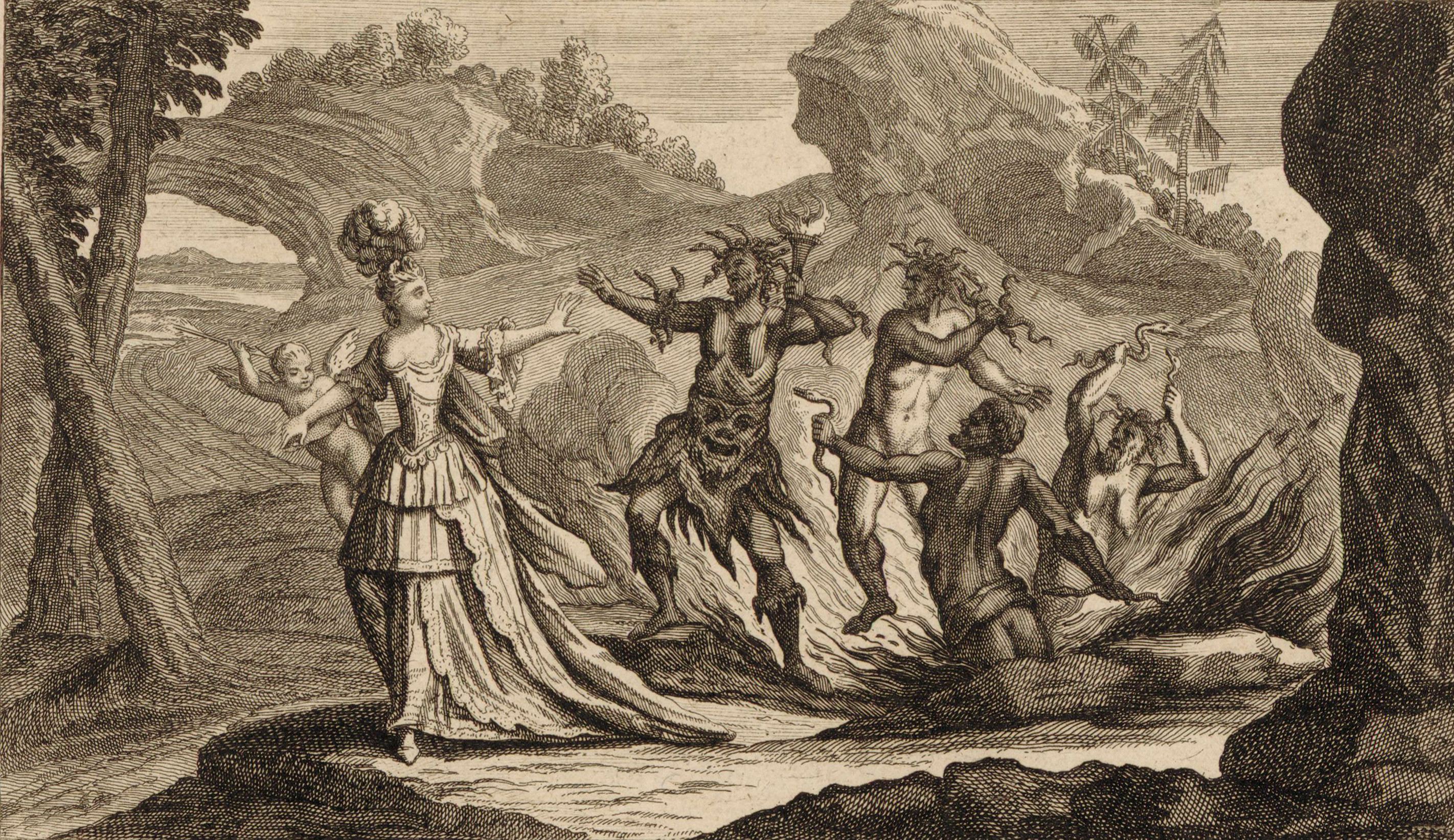
Szene aus Lullys Armide (Acte 3)

- Jean-Baptiste Lully, Armide (Paris, 1686)
- Carlo Pallavicino, La Gerusalemme liberata (Venedig, 1687)
- Carlo Francesco Pollarolo, Gli avvenimenti di Erminia e di Clorinda (Venedig, 1693). Musik verloren
- Teofilo Orgiani, Amori di Rinaldo con Armida (Brescia, 1697). Musik verloren
- André Campra, Tancrède (Paris, 1702)
- Philipp II., Herzog von Orléans, Suite d’Armide ou La Jérusalem délivrée (Fontainebleau, 1704)
- Giovanni Maria Ruggieri, Armida abbandonata (Venedig, 1707)
- Giuseppe Boniventi, Armida al campo (Venedig, 1708)
- Teofilo Orgiani, Armida regina di Damasco (Verona, 1711). Musik verloren
- Georg Friedrich Händel, Rinaldo (London, 1711)
- Giacomo Rampini, Armida in Damasco (Venedig, 1711)

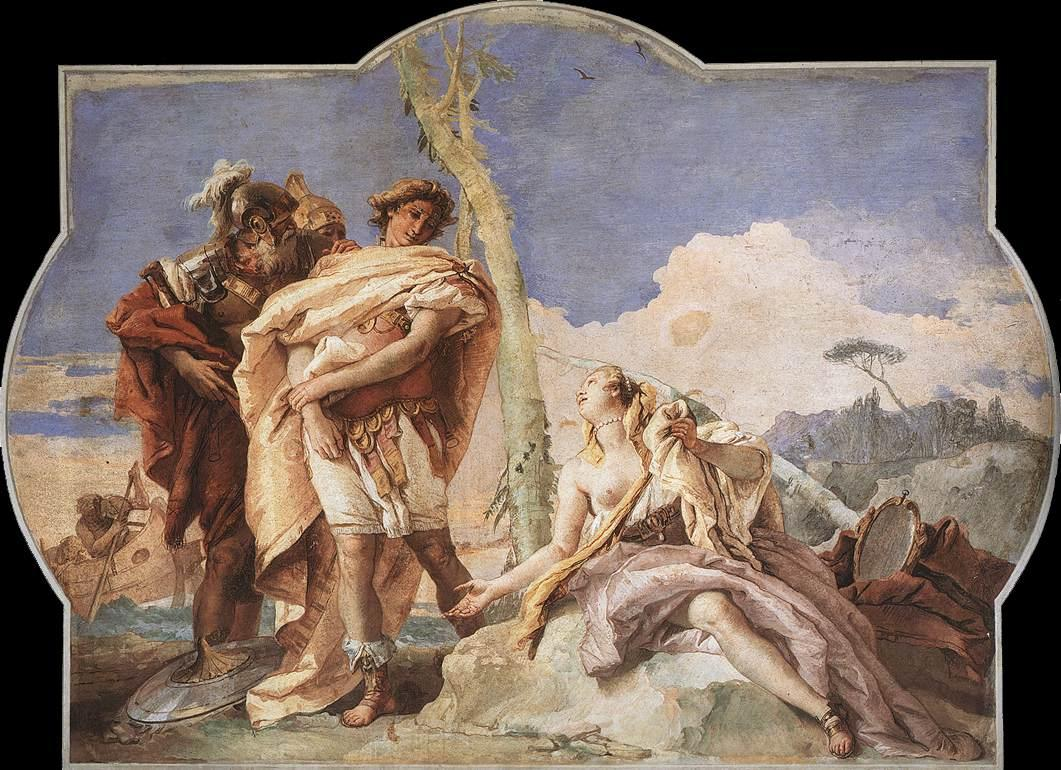
Giovanni Battista Tiepolo: Rinaldo verlässt Armida, 1757, Villa Valmarana, Vicenza

- Giuseppe Maria Buini, Armida abbandonata (Bologna, 1716)
- Antonio Vivaldi, Armida al campo d’Egitto (Venedig, 1718)
- Giuseppe Maria Buini, Armida delusa (Venedig, 1720)
- Henry Desmarest, Renaud, ou La Suite d’Armide (Paris, 1722)
- Georg Caspar Schürmann, Das eroberte Jerusalem, oder Armida und Rinaldo (Braunschweig, 1722)
- Giovanni Bononcini, Erminia (London, 1723)
- Antonio Bioni, Armida abbandonata (Prag, 1725)
- Antonio Bioni, Armida al campo (Breslau, 1726)

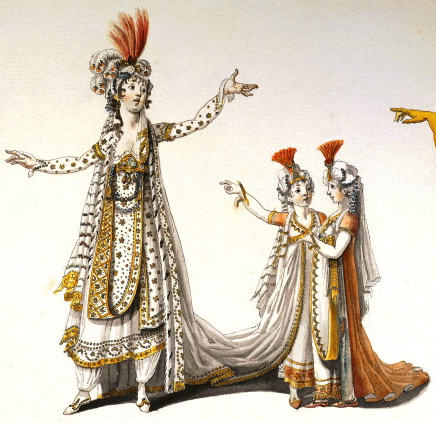
Kostümentwurf für Lorenza Correa als Armida, Turin 1804

- Tomaso Albinoni, Il trionfo di Armida (Venedig, 1726)
- Antonio Pollarolo, L’abbandono di Armida (Venedig, 1729)
- Luca Antonio Predieri, Armida placata (Wien, 1750)
- Giovanni Battista Mele, Armida placata (Madrid, 1750)
- Carl Heinrich Graun, Armida (Berlin, 1751)
- Francesco Geminiani, The Inchanted Forrest (London, 1754)
- Tommaso Traetta, Armida (Wien, 1761)
- Niccolò Jommelli, Armida abbandonata (Neapel, 1770)
- Antonio Salieri, Armida (Wien, 1771)
- Christoph Willibald Gluck, Armide (Paris, 1777)
- Josef Mysliveček, Armida (Mailand, 1780)
- Joseph Haydn, Armida (1784)
- Gioachino Rossini, Armida (Naples, 1817)
- Johannes Brahms, Rinaldo (UA 1869) Kantate
- Antonín Dvořák, Armida (1904)
- Judith Weir, Armida (2005)
- Lucia Ronchetti, Rivale (Oper) (2017)

### Theaterstücke
- Max Turiel, Clorinda Deleste, El Camino del Sol. Teilweise adaptiert aus Gerusalemme Liberata, ISBN 84-934710-8-9, Ediciones La Sirena 2006.

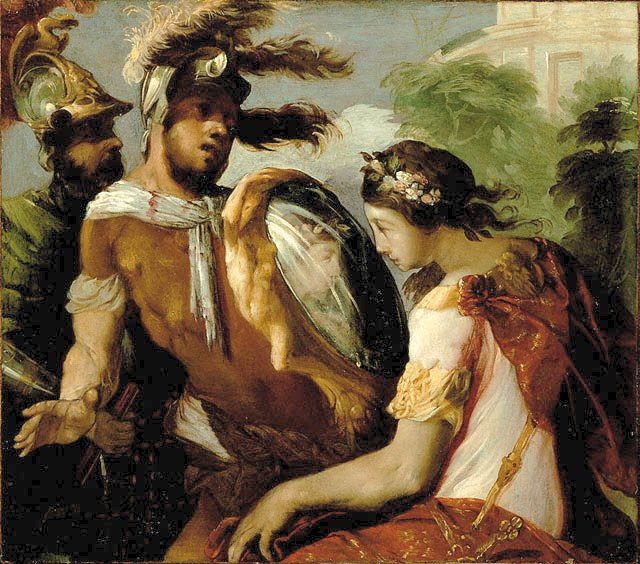
Francesco Maffei: Rinaldo mit dem Spiegel-Schild, um 1650–55, Getty Center, Los Angeles

### Gemälde

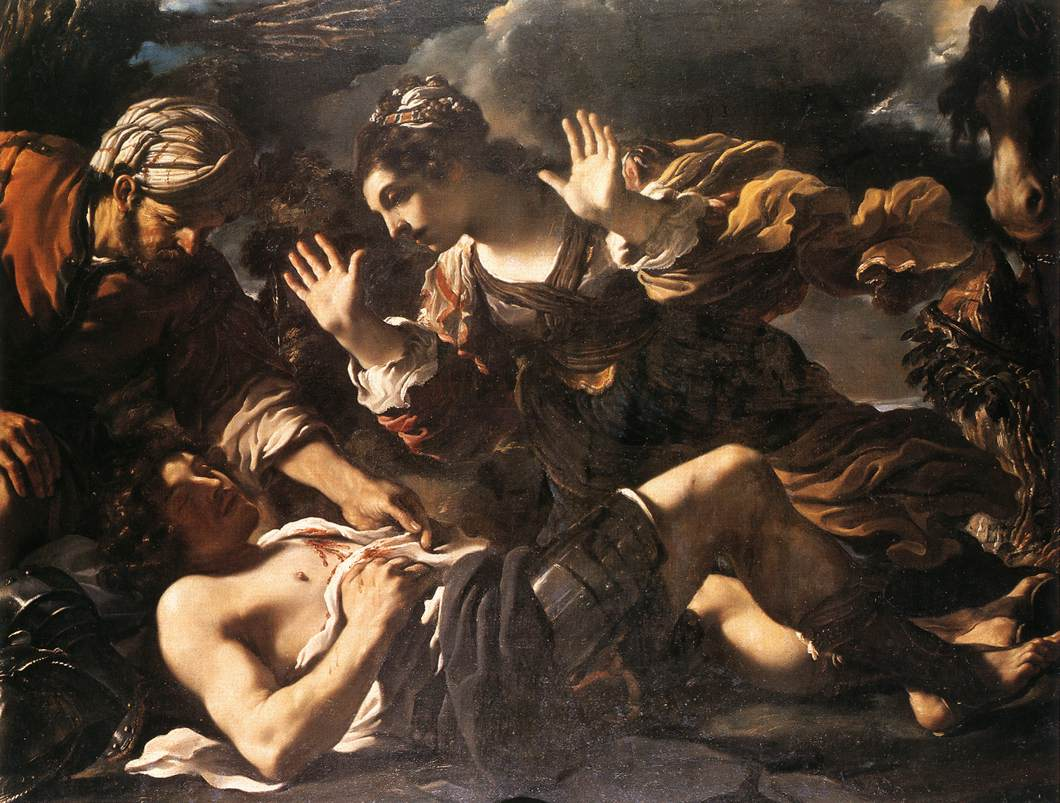
Erminia rettet Tancred, von Guercino, um 1618–19, Galleria Doria Pamphilj, Rom

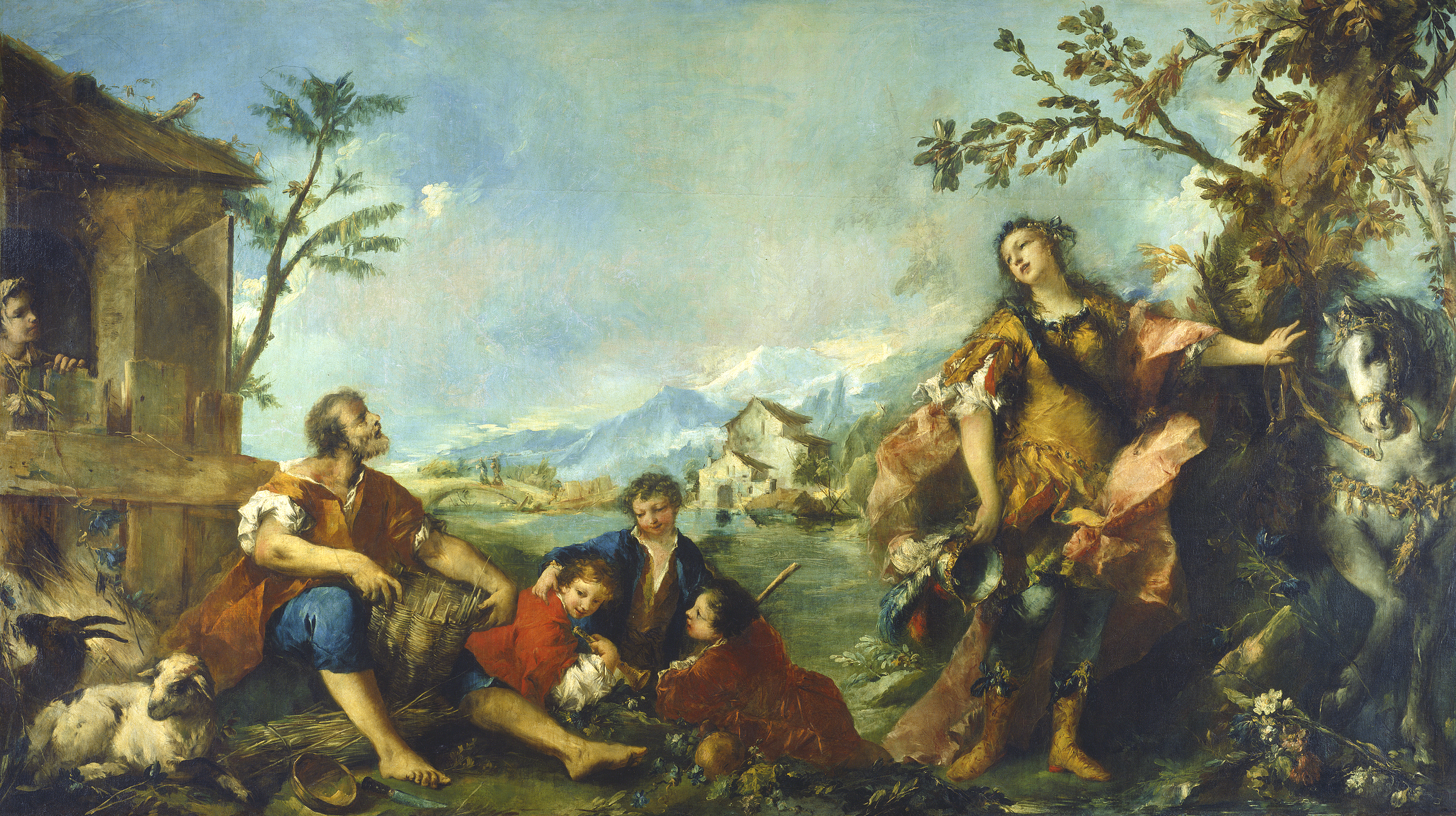
Giovanni Antonio und Francesco Guardi: Erminia bei den Hirten, um 1750–55, National Gallery of Art, Washington

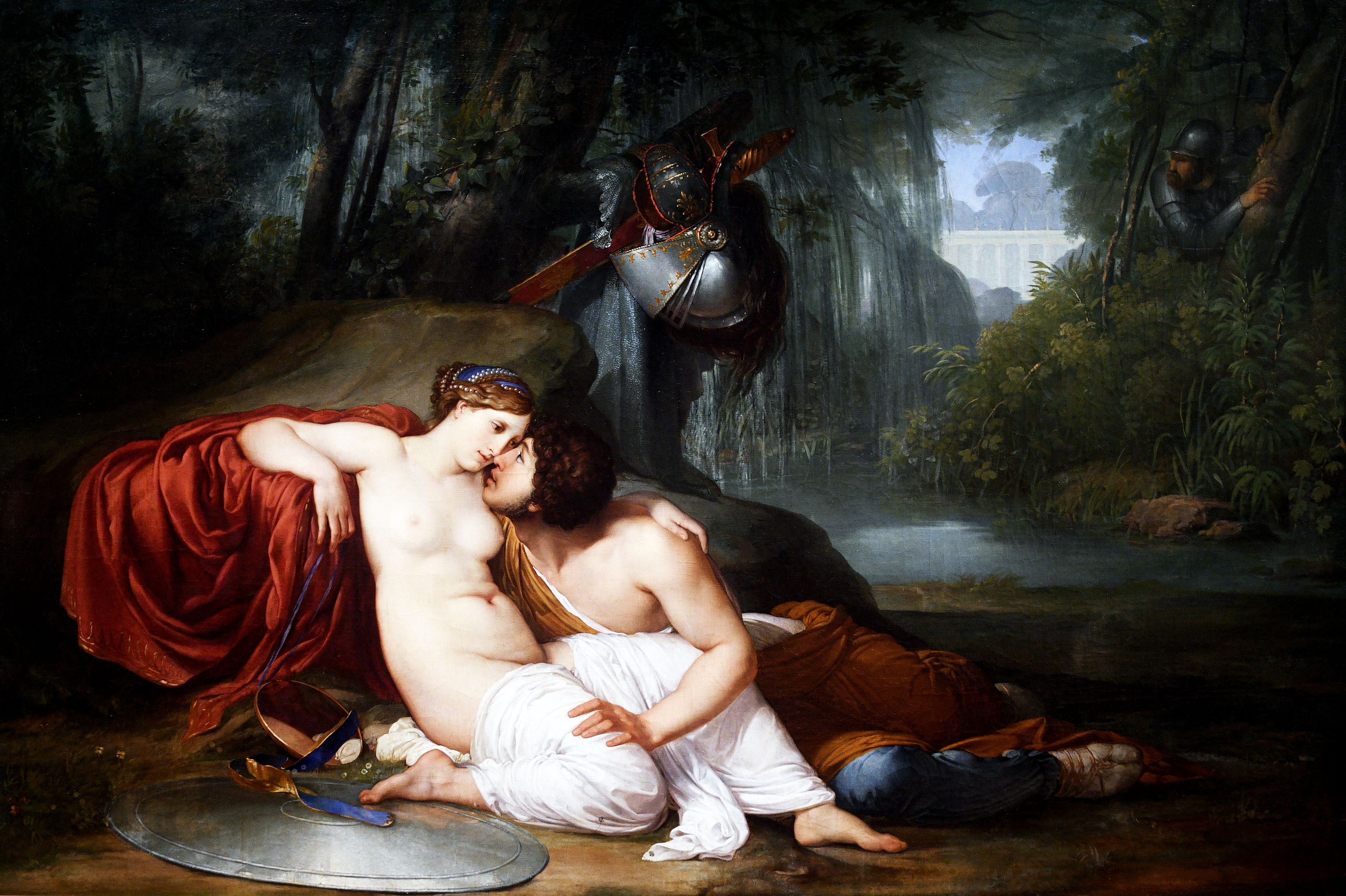
Rinaldo und Armida, von Francesco Hayez, 1812–13, Accademia, Venedig

Ausführlichere Angaben finden sich als Appendix in: Max Wickert, The Liberation of Jerusalem (Oxford University Press, 2009)
- Domenico Tintoretto: Tancred tauft Clorinda, 1586–1600, Museum of Fine Arts, Houston
- Guercino: Erminia findet den verwundeten Tancred, ca. 1618–19, Galleria Doria Pamphilj, Rom
- Domenichino: Erminia bei den Hirten, 1622–25, Louvre, Paris
- Anthonis van Dyck: Rinaldo und Armida, um 1629, Gemäldegalerie von Sanssouci, Potsdam
- David Teniers: 12-teiliger Bilderzyklus über Rinaldo und Armida, 1628–1630 (?), Prado, Madrid[1]
- Nicolas Poussin:
  - Tancred und Erminia, um 1630, Eremitage
  - Tancred und Erminia, um 1630, Barber Institute of Fine Arts, Birmingham
- Paolo Finoglia: Gemäldezyklus mit zehn Episoden aus Gerusalemme Liberata, ca. 1634–43, Castello von Conversano
- Mattia Preti: Clorinda rettet Olindo und Sophronia, 1646, Musei di Strada Nuova (Palazzo Ridolfo e Giovanni Francesco Brignole Sale (Palazzo Rosso)), Genua
- Lorenzo Lippi: (1647/1650), Kunsthistorisches Museum, Gemäldegalerie, Wien
- Pier Francesco Mola: Tancred wird von Erminia und Vafrino wiederbelebt, um 1650, Louvre, Paris
- Francesco Maffei: Rinaldo mit dem Spiegel-Schild, um 1650–55, Getty Center, Los Angeles
- Luca Giordano: Rinaldo und Armida, um 1672–74, Musée des Beaux-Arts, Lyon
- Gregorio Lazzarini: Rinaldo und Armida, um 1690, Slowenische Nationalgalerie, Ljubljana
- François Boucher: Rinaldo und Armida, 1734, Louvre, Paris
- Gian Battista Tiepolo:
  - Rinaldo verzaubert von Armida, 1742/45, Art Institute, Chicago
  - Rinaldo verlässt Armida, Villa Valmarana, Vicenza
- Giovanni Antonio Guardi: Erminia und Vafrino finden den verwundeten Tancred, um 1750–55, Accademia, Venedig
- Giovanni Antonio und Francesco Guardi: Erminia bei den Hirten, um 1750–55, National Gallery of Art, Washington
- Jean-Honoré Fragonard: Rinaldo in den Gärten der Armida, 1763, Louvre, Paris
- Francesco Hayez: Rinaldo und Armida, 1812–13, Accademia, Venedig
- Robert Seymour: Jerusalem Delivered, mit über 100 Figuren, ausgestellt in der Royal Academy, London 1822
- Theodor Hildebrandt: Tancred und Clorinda (um 1830)
- Eugène Delacroix: Clorinda rettet Olindo und Sophronia, 1856, Neue Pinakothek, München

### Kupferstiche, Zeichnungen, Illustrationen

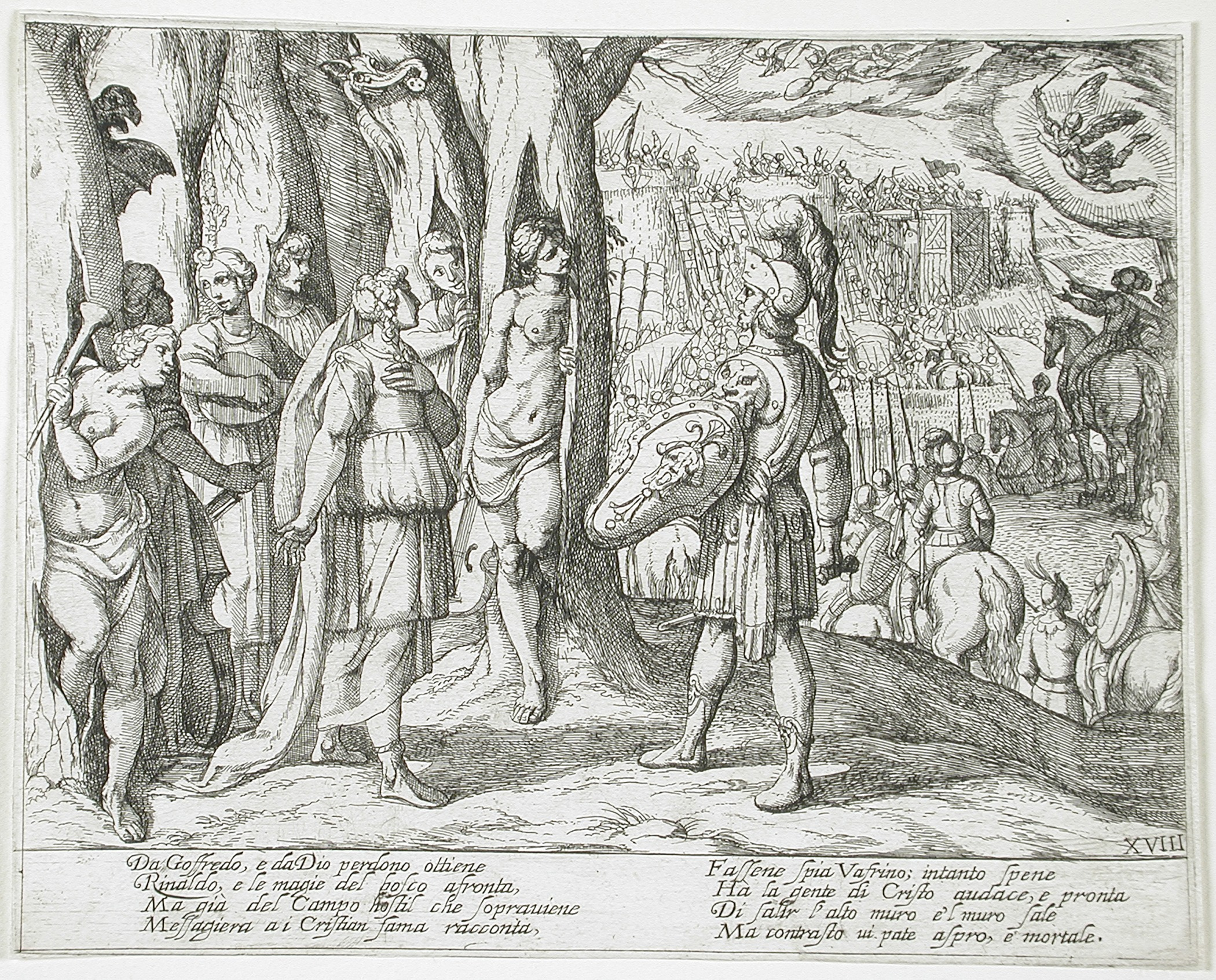
Antonio Tempesta: Entzauberung des magischen Waldes durch Rinaldo (Canto XVIII), Kupferstich, Los Angeles County Museum of Art

- Agostino Carracci und Giacomo Franco: Kupferstiche nach Bernardo Castello als Illustration einer Ausgabe von Tassos La Gerusalemme liberata bei Girolamo Bartoli, Genua, 1590.[2]
- Antonio Tempesta: Drei Serien von jeweils 20 Bildern (Zeichnungen und Stiche), teilweise als Illustration von Ausgaben des Gerusalemme liberata (1607, um 1620, und Ende der 1620er Jahre), in verschiedenen Sammlungen (Gabinetto Nazionale della Grafica, Rom; Staatliche Grafische Sammlung, München).[3]